# 13e étape du Tour d'Italie 2021
Pour un article plus général, voir Tour d'Italie 2021.
La 13e étape du Tour d'Italie 2021 se déroule le vendredi 21 mai 2021 entre Ravenne et Vérone, sur une distance de 198 km. L'étape a été remportée en sprint massif par l'Italien Giacomo Nizzolo. Il s'agit de sa première victoire d'étape sur les grands tours.

## Profil de l'étape
Cette étape de la plaine du Pô reliant Ravenne à Vérone en passant par Mantoue et Ferrare ne présente aucune difficulté.

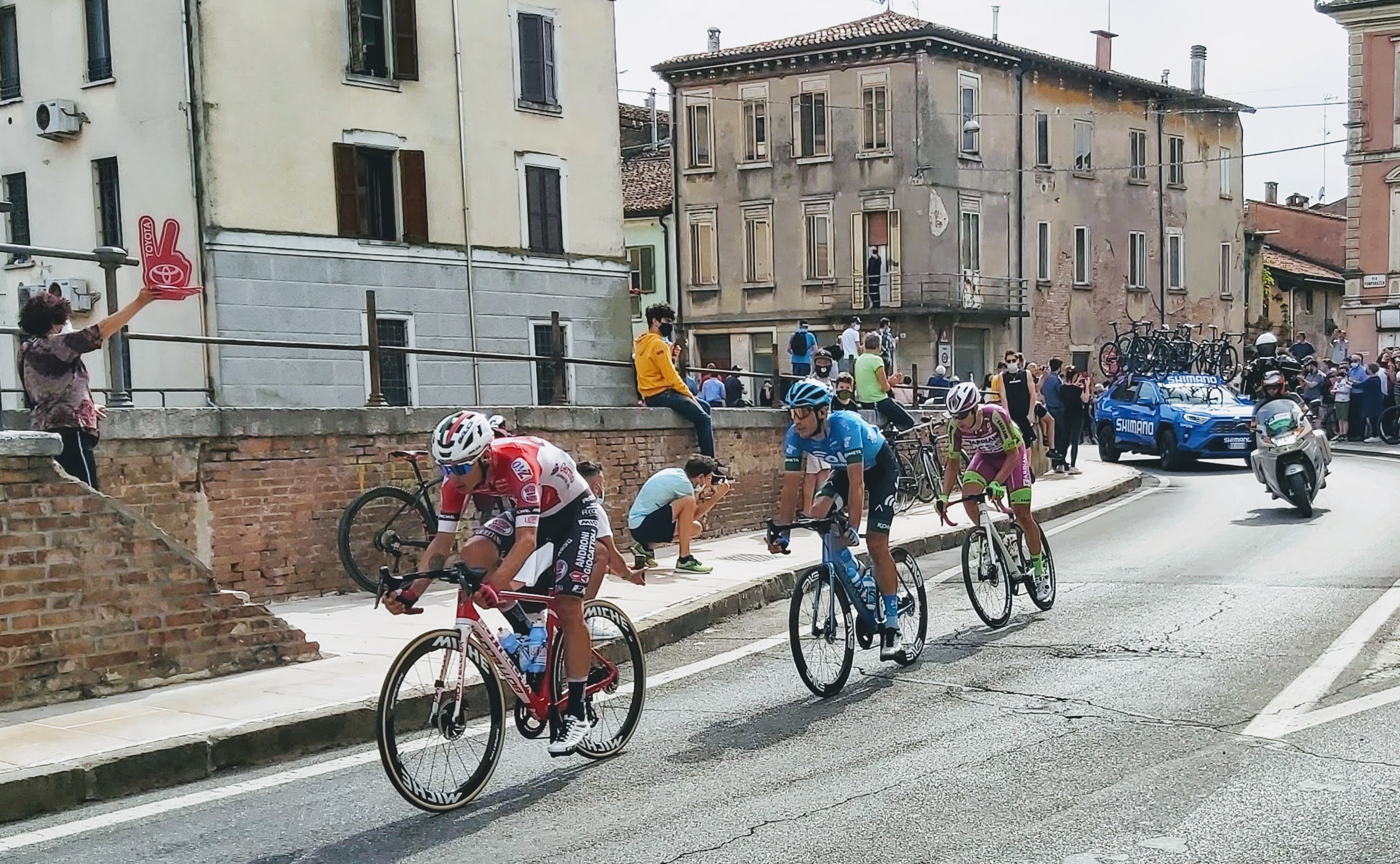
les échappés à Mantoue (km 159)

## Déroulement de la course

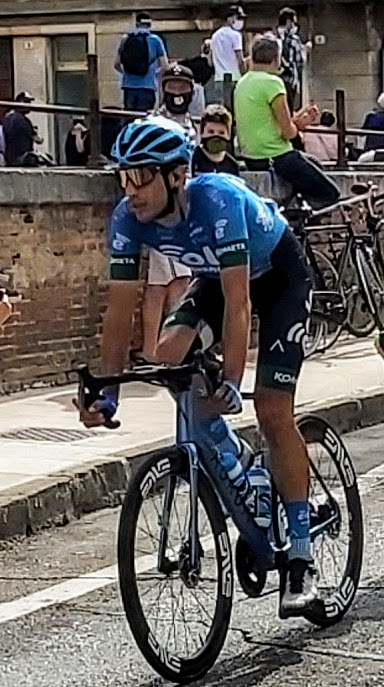
Samuele Rivi sur la route de Mantoue, 13ème étape Ravenne-Vérone du Giro d'Italia 2021.

Dès le tout début de l'étape, trois coureurs passent à l'attaque et distancent rapidement le peloton jusqu'à compter une avance de 7 minutes et 30 secondes à 168 kilomètres de l'arrivée. Ces trois hommes sont les Italiens Samuele Rivi (Eolo-Kometa) et Umberto Marengo (Bardiani) ainsi que le Suisse Simon Pellaud (Androni). Sous l'impulsion des équipes des sprinteurs, cette avance décroît progressivement jusqu'à ne plus compter qu'une minute à 40 kilomètres de l'arrivée. Ensuite, le peloton joue au chat et à la souris avec les échappés en maintenant un écart réduit pendant de nombreux kilomètres mais finit toutefois par reprendre les trois fuyards à 7 kilomètres du terme. À Vérone, l'Italien Edoardo Affini (Jumbo-Visma) tente de s'extraire du peloton quelques hectomètres avant la ligne d'arrivée mais il est rattrapé et dépassé par son compatriote Giacomo Nizzolo (Qhubeka) qui franchit la ligne d'arrivée en vainqueur. Affini est deuxième et Peter Sagan (Bora-Hansgrohe) termine troisième.

## Résultats

### Classement de l'étape
| \| Classement de l'étape \| Classement de l'étape \| Classement de l'étape \| Classement de l'étape \| Classement de l'étape \| \| Coureur \| Coureur \| Pays \| Équipe \| Temps \| \| --------------------- \| --------------------- \| --------------------- \| ---------------------------------- \| --------------------- \| \| 1er \| Giacomo Nizzolo \| Italie \| Qhubeka Assos \| 4 h 42 min 19 s \| \| 2e \| Edoardo Affini \| Italie \| Jumbo-Visma \| + 0 s \| \| 3e \| Peter Sagan \| Slovaquie \| Bora-Hansgrohe \| + 0 s \| \| 4e \| Davide Cimolai \| Italie \| Israel Start-Up Nation \| + 0 s \| \| 5e \| Fernando Gaviria \| Colombie \| UAE Team Emirates \| + 0 s \| \| 6e \| Stefano Oldani \| Italie \| Lotto-Soudal \| + 0 s \| \| 7e \| Andrea Pasqualon \| Italie \| Intermarché-Wanty-Gobert Matériaux \| + 0 s \| \| 8e \| Max Kanter \| Allemagne \| Team DSM \| + 0 s \| \| 9e \| Elia Viviani \| Italie \| Cofidis \| + 0 s \| \| 10e \| Dylan Groenewegen \| Pays-Bas \| Jumbo-Visma \| + 0 s \| |                   |           |                                    |                 |
| |                   |           |                                    |                 |
| Source : ProCyclingStats |                   |           |                                    |                 |
| Classement de l'étape |                   |           |                                    |                 |
| Coureur | Coureur           | Pays      | Équipe                             | Temps           |
| 1er | Giacomo Nizzolo   | Italie    | Qhubeka Assos                      | 4 h 42 min 19 s |
| 2e | Edoardo Affini    | Italie    | Jumbo-Visma                        | + 0 s           |
| 3e | Peter Sagan       | Slovaquie | Bora-Hansgrohe                     | + 0 s           |
| 4e | Davide Cimolai    | Italie    | Israel Start-Up Nation             | + 0 s           |
| 5e | Fernando Gaviria  | Colombie  | UAE Team Emirates                  | + 0 s           |
| 6e | Stefano Oldani    | Italie    | Lotto-Soudal                       | + 0 s           |
| 7e | Andrea Pasqualon  | Italie    | Intermarché-Wanty-Gobert Matériaux | + 0 s           |
| 8e | Max Kanter        | Allemagne | Team DSM                           | + 0 s           |
| 9e | Elia Viviani      | Italie    | Cofidis                            | + 0 s           |
| 10e | Dylan Groenewegen | Pays-Bas  | Jumbo-Visma                        | + 0 s           |

### Points attribués pour le classement par points
| Sprint intermédiaire Ferrare (km 67,5) | Sprint intermédiaire Ferrare (km 67,5) | Sprint intermédiaire Ferrare (km 67,5) | Sprint intermédiaire Ferrare (km 67,5) | Sprint intermédiaire Ferrare (km 67,5) |
| -------------------------------------- | -------------------------------------- | -------------------------------------- | -------------------------------------- | -------------------------------------- |
|                                        | Coureur                                | Pays                                   | Équipe                                 | Point(s)                               |
| 1er                                    | Umberto Marengo                        | Italie                                 | Bardiani CSF Faizanè                   | 12                                     |
| 2e                                     | Samuele Rivi                           | Italie                                 | Eolo-Kometa                            | 8                                      |
| 3e                                     | Simon Pellaud                          | Suisse                                 | Androni Giocattoli-Sidermec            | 6                                      |
| 4e                                     | Fernando Gaviria                       | Colombie                               | UAE Emirates                           | 5                                      |
| 5e                                     | Davide Cimolai                         | Italie                                 | Israel Start-Up Nation                 | 4                                      |
| 6e                                     | Sebastián Molano                       | Colombie                               | UAE Emirates                           | 3                                      |
| 7e                                     | Peter Sagan                            | Slovaquie                              | Bora-Hansgrohe                         | 2                                      |
| 8e                                     | Simone Consonni                        | Italie                                 | Cofidis                                | 1                                      |
| modifier                               |                                        |                                        |                                        |                                        |

| Arrivée d'étape Vérone (km 198) | Arrivée d'étape Vérone (km 198) | Arrivée d'étape Vérone (km 198) | Arrivée d'étape Vérone (km 198)    | Arrivée d'étape Vérone (km 198) |
| ------------------------------- | ------------------------------- | ------------------------------- | ---------------------------------- | ------------------------------- |
|                                 | Coureur                         | Pays                            | Équipe                             | Point(s)                        |
| 1er                             | Giacomo Nizzolo                 | Italie                          | Qhubeka Assos                      | 50                              |
| 2e                              | Edoardo Affini                  | Italie                          | Jumbo-Visma                        | 35                              |
| 3e                              | Peter Sagan                     | Slovaquie                       | Bora-Hansgrohe                     | 25                              |
| 4e                              | Davide Cimolai                  | Italie                          | Israel Start-Up Nation             | 18                              |
| 5e                              | Fernando Gaviria                | Colombie                        | UAE Emirates                       | 14                              |
| 6e                              | Stefano Oldani                  | Italie                          | Lotto-Soudal                       | 12                              |
| 7e                              | Andrea Pasqualon                | Italie                          | Intermarché-Wanty-Gobert Matériaux | 10                              |
| 8e                              | Max Kanter                      | Allemagne                       | Team DSM                           | 8                               |
| 9e                              | Elia Viviani                    | Italie                          | Cofidis                            | 7                               |
| 10e                             | Dylan Groenewegen               | Pays-Bas                        | Jumbo-Visma                        | 6                               |
| 11e                             | Alexander Krieger               | Allemagne                       | Alpecin-Fenix                      | 5                               |
| 12e                             | Lawrence Naesen                 | Belgique                        | AG2R Citroën                       | 4                               |
| 13e                             | Vincenzo Albanese               | Italie                          | Eolo-Kometa                        | 3                               |
| 14e                             | Matteo Moschetti                | Italie                          | Trek-Segafredo                     | 2                               |
| 15e                             | Filippo Fiorelli                | Italie                          | Bardiani CSF Faizanè               | 1                               |
| modifier                        |                                 |                                 |                                    |                                 |

### Points attribués pour le classement des sprints intermédiaires
| Sprint intermédiaire Ferrare (km 67,5) | Sprint intermédiaire Ferrare (km 67,5) | Sprint intermédiaire Ferrare (km 67,5) | Sprint intermédiaire Ferrare (km 67,5) | Sprint intermédiaire Ferrare (km 67,5) |
| -------------------------------------- | -------------------------------------- | -------------------------------------- | -------------------------------------- | -------------------------------------- |
|                                        | Coureur                                | Pays                                   | Équipe                                 | Point(s)                               |
| 1er                                    | Umberto Marengo                        | Italie                                 | Bardiani CSF Faizanè                   | 10                                     |
| 2e                                     | Samuele Rivi                           | Italie                                 | Eolo-Kometa                            | 6                                      |
| 3e                                     | Simon Pellaud                          | Suisse                                 | Androni Giocattoli-Sidermec            | 3                                      |
| 4e                                     | Fernando Gaviria                       | Colombie                               | UAE Emirates                           | 2                                      |
| 5e                                     | Davide Cimolai                         | Italie                                 | Israel Start-Up Nation                 | 1                                      |
| modifier                               |                                        |                                        |                                        |                                        |

| Sprint intermédiaire Bagnolo San Vito (km 144,6) | Sprint intermédiaire Bagnolo San Vito (km 144,6) | Sprint intermédiaire Bagnolo San Vito (km 144,6) | Sprint intermédiaire Bagnolo San Vito (km 144,6) | Sprint intermédiaire Bagnolo San Vito (km 144,6) |
| ------------------------------------------------ | ------------------------------------------------ | ------------------------------------------------ | ------------------------------------------------ | ------------------------------------------------ |
|                                                  | Coureur                                          | Pays                                             | Équipe                                           | Point(s)                                         |
| 1er                                              | Samuele Rivi                                     | Italie                                           | Eolo-Kometa                                      | 10                                               |
| 2e                                               | Umberto Marengo                                  | Italie                                           | Bardiani CSF Faizanè                             | 6                                                |
| 3e                                               | Simon Pellaud                                    | Suisse                                           | Androni Giocattoli-Sidermec                      | 3                                                |
| 4e                                               | Dries De Bondt                                   | Belgique                                         | Alpecin-Fenix                                    | 2                                                |
| 5e                                               | Thomas De Gendt                                  | Belgique                                         | Lotto-Soudal                                     | 1                                                |
| modifier                                         |                                                  |                                                  |                                                  |                                                  |

### Bonifications
|   | Coureur         | Pays   | Équipe                      | Secondes |
| - | --------------- | ------ | --------------------------- | -------- |
| 1 | Samuele Rivi    | Italie | Eolo-Kometa                 | 3 s      |
| 2 | Umberto Marengo | Italie | Bardiani CSF Faizanè        | 2 s      |
| 3 | Simon Pellaud   | Suisse | Androni Giocattoli-Sidermec | 1 s      |

|   | Coureur         | Pays      | Équipe         | Secondes |
| - | --------------- | --------- | -------------- | -------- |
| 1 | Giacomo Nizzolo | Italie    | Qhubeka Assos  | 10 s     |
| 2 | Edoardo Affini  | Italie    | Jumbo-Visma    | 6 s      |
| 3 | Peter Sagan     | Slovaquie | Bora-Hansgrohe | 4 s      |

## Classements à l'issue de l'étape

### Classement général
| \| Classement général \| Classement général \| Classement général \| Classement général \| Classement général \| \| Coureur \| Coureur \| Pays \| Équipe \| Temps \| \| ------------------ \| ------------------ \| ------------------ \| --------------------- \| ------------------ \| \| 1er \| Egan Bernal \| Colombie \| Ineos Grenadiers \| 53 h 11 min 42 s \| \| 2e \| Aleksandr Vlasov \| Russie \| Astana-Premier Tech \| + 45 s \| \| 3e \| Damiano Caruso \| Italie \| Bahrain Victorious \| + 1 min 12 s \| \| 4e \| Hugh Carthy \| Royaume-Uni \| EF Education-Nippo \| + 1 min 17 s \| \| 5e \| Simon Yates \| Royaume-Uni \| BikeExchange \| + 1 min 22 s \| \| 6e \| Emanuel Buchmann \| Allemagne \| Bora-Hansgrohe \| + 1 min 50 s \| \| 7e \| Remco Evenepoel \| Belgique \| Deceuninck-Quick Step \| + 2 min 22 s \| \| 8e \| Giulio Ciccone \| Italie \| Trek-Segafredo \| + 2 min 24 s \| \| 9e \| Tobias Foss \| Norvège \| Jumbo-Visma \| + 2 min 49 s \| \| 10e \| Daniel Martínez \| Colombie \| Ineos Grenadiers \| + 3 min 15 s \| |                  |             |                       |                  |
| |                  |             |                       |                  |
| Source : ProCyclingStats |                  |             |                       |                  |
| Classement général |                  |             |                       |                  |
| Coureur | Coureur          | Pays        | Équipe                | Temps            |
| 1er | Egan Bernal      | Colombie    | Ineos Grenadiers      | 53 h 11 min 42 s |
| 2e | Aleksandr Vlasov | Russie      | Astana-Premier Tech   | + 45 s           |
| 3e | Damiano Caruso   | Italie      | Bahrain Victorious    | + 1 min 12 s     |
| 4e | Hugh Carthy      | Royaume-Uni | EF Education-Nippo    | + 1 min 17 s     |
| 5e | Simon Yates      | Royaume-Uni | BikeExchange          | + 1 min 22 s     |
| 6e | Emanuel Buchmann | Allemagne   | Bora-Hansgrohe        | + 1 min 50 s     |
| 7e | Remco Evenepoel  | Belgique    | Deceuninck-Quick Step | + 2 min 22 s     |
| 8e | Giulio Ciccone   | Italie      | Trek-Segafredo        | + 2 min 24 s     |
| 9e | Tobias Foss      | Norvège     | Jumbo-Visma           | + 2 min 49 s     |
| 10e | Daniel Martínez  | Colombie    | Ineos Grenadiers      | + 3 min 15 s     |

| Classement par points | Classement par points | Classement par points | Classement par points  | Classement par points |
| Coureur               | Coureur               | Pays                  | Équipe                 | Points                |
| --------------------- | --------------------- | --------------------- | ---------------------- | --------------------- |
| 1er                   | Peter Sagan           | Slovaquie             | Bora-Hansgrohe         | 135 pts               |
| 2e                    | Giacomo Nizzolo       | Italie                | Qhubeka Assos          | 126 pts               |
| 3e                    | Davide Cimolai        | Italie                | Israel Start-Up Nation | 113 pts               |
| 4e                    | Fernando Gaviria      | Colombie              | UAE Team Emirates      | 110 pts               |
| 5e                    | Elia Viviani          | Italie                | Cofidis                | 86 pts                |
| 6e                    | Edoardo Affini        | Italie                | Jumbo-Visma            | 47 pts                |
| 7e                    | Umberto Marengo       | Italie                | Bardiani CSF Faizanè   | 45 pts                |
| 8e                    | Matteo Moschetti      | Italie                | Trek-Segafredo         | 44 pts                |
| 9e                    | Francesco Gavazzi     | Italie                | Eolo-Kometa            | 42 pts                |
| 10e                   | Dylan Groenewegen     | Pays-Bas              | Jumbo-Visma            | 42 pts                |

| Classement par points | Classement par points | Classement par points | Classement par points  | Classement par points |
| Coureur               | Coureur               | Pays                  | Équipe                 | Points                |
| --------------------- | --------------------- | --------------------- | ---------------------- | --------------------- |
| 1er                   | Peter Sagan           | Slovaquie             | Bora-Hansgrohe         | 135 pts               |
| 2e                    | Giacomo Nizzolo       | Italie                | Qhubeka Assos          | 126 pts               |
| 3e                    | Davide Cimolai        | Italie                | Israel Start-Up Nation | 113 pts               |
| 4e                    | Fernando Gaviria      | Colombie              | UAE Team Emirates      | 110 pts               |
| 5e                    | Elia Viviani          | Italie                | Cofidis                | 86 pts                |
| 6e                    | Edoardo Affini        | Italie                | Jumbo-Visma            | 47 pts                |
| 7e                    | Umberto Marengo       | Italie                | Bardiani CSF Faizanè   | 45 pts                |
| 8e                    | Matteo Moschetti      | Italie                | Trek-Segafredo         | 44 pts                |
| 9e                    | Francesco Gavazzi     | Italie                | Eolo-Kometa            | 42 pts                |
| 10e                   | Dylan Groenewegen     | Pays-Bas              | Jumbo-Visma            | 42 pts                |

| Classement de la montagne | Classement de la montagne | Classement de la montagne | Classement de la montagne          | Classement de la montagne |
| Coureur                   | Coureur                   | Pays                      | Équipe                             | Points                    |
| ------------------------- | ------------------------- | ------------------------- | ---------------------------------- | ------------------------- |
| 1er                       | Geoffrey Bouchard         | France                    | AG2R Citroën Team                  | 96 pts                    |
| 2e                        | Egan Bernal               | Colombie                  | Ineos Grenadiers                   | 48 pts                    |
| 3e                        | Dries De Bondt            | Belgique                  | Alpecin-Fenix                      | 24 pts                    |
| 4e                        | Bauke Mollema             | Pays-Bas                  | Trek-Segafredo                     | 23 pts                    |
| 5e                        | Giulio Ciccone            | Italie                    | Trek-Segafredo                     | 20 pts                    |
| 6e                        | Kobe Goossens             | Belgique                  | Lotto-Soudal                       | 17 pts                    |
| 7e                        | Vincenzo Albanese         | Italie                    | Eolo-Kometa                        | 16 pts                    |
| 8e                        | Rein Taaramäe             | Estonie                   | Intermarché-Wanty-Gobert Matériaux | 13 pts                    |
| 9e                        | Remco Evenepoel           | Belgique                  | Deceuninck-Quick Step              | 13 pts                    |
| 10e                       | Aleksandr Vlasov          | Russie                    | Astana-Premier Tech                | 12 pts                    |

| Classement de la montagne | Classement de la montagne | Classement de la montagne | Classement de la montagne          | Classement de la montagne |
| Coureur                   | Coureur                   | Pays                      | Équipe                             | Points                    |
| ------------------------- | ------------------------- | ------------------------- | ---------------------------------- | ------------------------- |
| 1er                       | Geoffrey Bouchard         | France                    | AG2R Citroën Team                  | 96 pts                    |
| 2e                        | Egan Bernal               | Colombie                  | Ineos Grenadiers                   | 48 pts                    |
| 3e                        | Dries De Bondt            | Belgique                  | Alpecin-Fenix                      | 24 pts                    |
| 4e                        | Bauke Mollema             | Pays-Bas                  | Trek-Segafredo                     | 23 pts                    |
| 5e                        | Giulio Ciccone            | Italie                    | Trek-Segafredo                     | 20 pts                    |
| 6e                        | Kobe Goossens             | Belgique                  | Lotto-Soudal                       | 17 pts                    |
| 7e                        | Vincenzo Albanese         | Italie                    | Eolo-Kometa                        | 16 pts                    |
| 8e                        | Rein Taaramäe             | Estonie                   | Intermarché-Wanty-Gobert Matériaux | 13 pts                    |
| 9e                        | Remco Evenepoel           | Belgique                  | Deceuninck-Quick Step              | 13 pts                    |
| 10e                       | Aleksandr Vlasov          | Russie                    | Astana-Premier Tech                | 12 pts                    |

| Classement du meilleur jeune | Classement du meilleur jeune | Classement du meilleur jeune | Classement du meilleur jeune | Classement du meilleur jeune |
| Coureur                      | Coureur                      | Pays                         | Équipe                       | Temps                        |
| ---------------------------- | ---------------------------- | ---------------------------- | ---------------------------- | ---------------------------- |
| 1er                          | Egan Bernal                  | Colombie                     | Ineos Grenadiers             | 53 h 11 min 42 s             |
| 2e                           | Aleksandr Vlasov             | Russie                       | Astana-Premier Tech          | + 45 s                       |
| 3e                           | Remco Evenepoel              | Belgique                     | Deceuninck-Quick Step        | + 2 min 22 s                 |
| 4e                           | Tobias Foss                  | Norvège                      | Jumbo-Visma                  | + 2 min 49 s                 |
| 5e                           | Daniel Martínez              | Colombie                     | Ineos Grenadiers             | + 3 min 15 s                 |
| 6e                           | Attila Valter                | Hongrie                      | Groupama-FDJ                 | + 3 min 51 s                 |
| 7e                           | João Almeida                 | Portugal                     | Deceuninck-Quick Step        | + 7 min 04 s                 |
| 8e                           | Jai Hindley                  | Australie                    | Team DSM                     | + 17 min 42 s                |
| 9e                           | Lorenzo Fortunato            | Italie                       | Eolo-Kometa                  | + 30 min 26 s                |
| 10e                          | Harold Tejada                | Colombie                     | Astana-Premier Tech          | + 39 min 31 s                |

| Classement du meilleur jeune | Classement du meilleur jeune | Classement du meilleur jeune | Classement du meilleur jeune | Classement du meilleur jeune |
| Coureur                      | Coureur                      | Pays                         | Équipe                       | Temps                        |
| ---------------------------- | ---------------------------- | ---------------------------- | ---------------------------- | ---------------------------- |
| 1er                          | Egan Bernal                  | Colombie                     | Ineos Grenadiers             | 53 h 11 min 42 s             |
| 2e                           | Aleksandr Vlasov             | Russie                       | Astana-Premier Tech          | + 45 s                       |
| 3e                           | Remco Evenepoel              | Belgique                     | Deceuninck-Quick Step        | + 2 min 22 s                 |
| 4e                           | Tobias Foss                  | Norvège                      | Jumbo-Visma                  | + 2 min 49 s                 |
| 5e                           | Daniel Martínez              | Colombie                     | Ineos Grenadiers             | + 3 min 15 s                 |
| 6e                           | Attila Valter                | Hongrie                      | Groupama-FDJ                 | + 3 min 51 s                 |
| 7e                           | João Almeida                 | Portugal                     | Deceuninck-Quick Step        | + 7 min 04 s                 |
| 8e                           | Jai Hindley                  | Australie                    | Team DSM                     | + 17 min 42 s                |
| 9e                           | Lorenzo Fortunato            | Italie                       | Eolo-Kometa                  | + 30 min 26 s                |
| 10e                          | Harold Tejada                | Colombie                     | Astana-Premier Tech          | + 39 min 31 s                |

| Classement par équipes | Classement par équipes | Classement par équipes | Classement par équipes |
| Équipe                 | Équipe                 | Pays                   | Temps                  |
| ---------------------- | ---------------------- | ---------------------- | ---------------------- |
| 1re                    | Ineos Grenadiers       | Royaume-Uni            | 59 h 42 min 15 s       |
| 2e                     | Trek-Segafredo         | États-Unis             | + 1 min 51 s           |
| 3e                     | Team DSM               | Allemagne              | + 8 min 58 s           |
| 4e                     | Team BikeExchange      | Australie              | + 9 min 35 s           |
| 5e                     | EF Education-Nippo     | États-Unis             | + 13 min 04 s          |
| 6e                     | Deceuninck-Quick Step  | Belgique               | + 16 min 38 s          |
| 7e                     | Jumbo-Visma            | Pays-Bas               | + 19 min 24 s          |
| 8e                     | Astana-Premier Tech    | Kazakhstan             | + 29 min 41 s          |
| 9e                     | Bahrain Victorious     | Bahreïn                | + 32 min 44 s          |
| 10e                    | Movistar Team          | Espagne                | + 38 min 34 s          |

| Classement par équipes | Classement par équipes | Classement par équipes | Classement par équipes |
| Équipe                 | Équipe                 | Pays                   | Temps                  |
| ---------------------- | ---------------------- | ---------------------- | ---------------------- |
| 1re                    | Ineos Grenadiers       | Royaume-Uni            | 59 h 42 min 15 s       |
| 2e                     | Trek-Segafredo         | États-Unis             | + 1 min 51 s           |
| 3e                     | Team DSM               | Allemagne              | + 8 min 58 s           |
| 4e                     | Team BikeExchange      | Australie              | + 9 min 35 s           |
| 5e                     | EF Education-Nippo     | États-Unis             | + 13 min 04 s          |
| 6e                     | Deceuninck-Quick Step  | Belgique               | + 16 min 38 s          |
| 7e                     | Jumbo-Visma            | Pays-Bas               | + 19 min 24 s          |
| 8e                     | Astana-Premier Tech    | Kazakhstan             | + 29 min 41 s          |
| 9e                     | Bahrain Victorious     | Bahreïn                | + 32 min 44 s          |
| 10e                    | Movistar Team          | Espagne                | + 38 min 34 s          |